# Blönsdorf
Der Ort Blönsdorf ist ein Ortsteil von Niedergörsdorf. Der Ort liegt zehn Kilometer von Niedergörsdorf und vierzehn Kilometer westlich von Jüterbog.

## Geschichte
Das Ortsgebiet war bereits zur Bronzezeit nachweislich besiedelt. Später siedelten hier Slawen, der Ortsname enthält den Personennamen Blödin. Der Ort gehörte im Mittelalter zur Herrschaft Zahna, ab 1436 Amt Zahna. Dieses wurde zwischen 1486 und 1490 mit dem Amt Wittenberg vereinigt. Ab 1816 gehörte er zum Kreis Wittenberg der preußischen Provinz Sachsen. Nach dem Zweiten Weltkrieg kam es 1952 zum Kreis Jüterbog. Ab 1992 gehörte er zum Amt Niedergörsdorf. Seit dem 31. Dezember 1997 ist er Teil der Gemeinde Niedergörsdorf.
Im Jahre 1841 erhielt der Ort Anschluss an die Bahnstrecke Berlin–Halle der Berlin-Anhaltischen Eisenbahn-Gesellschaft. Der Ort entwickelte sich, es entstanden zwei Ziegeleien, eine kaiserliche Postagentur, eine Sparkasse und 1906 eine Dampfmolkerei.

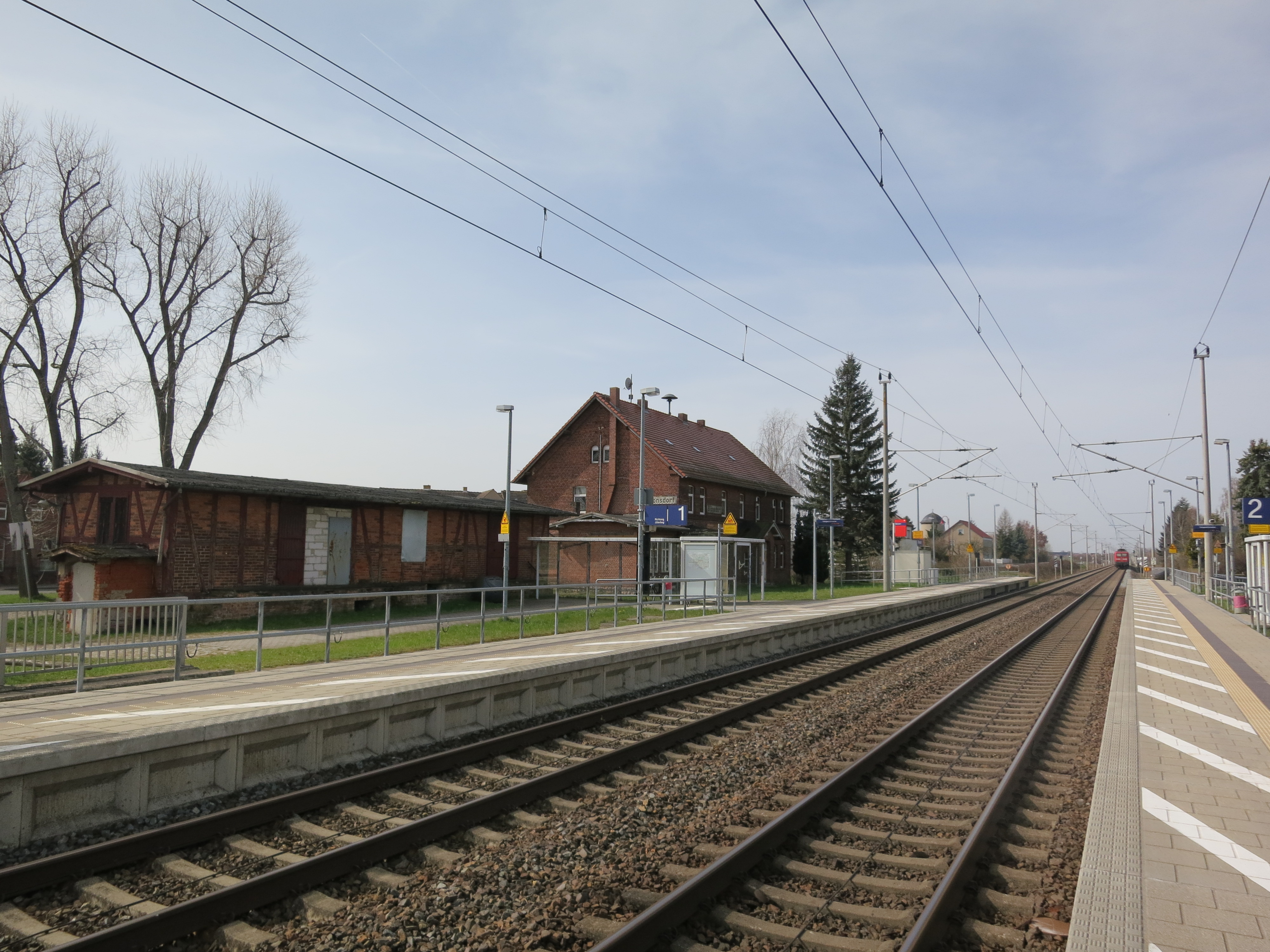
Haltepunkt Blönsdorf

Am 1. Juli 1950 wurden die bis dahin eigenständigen Gemeinden Dalichow, Kurzlipsdorf und Mellnsdorf eingegliedert.

## Bauwerke

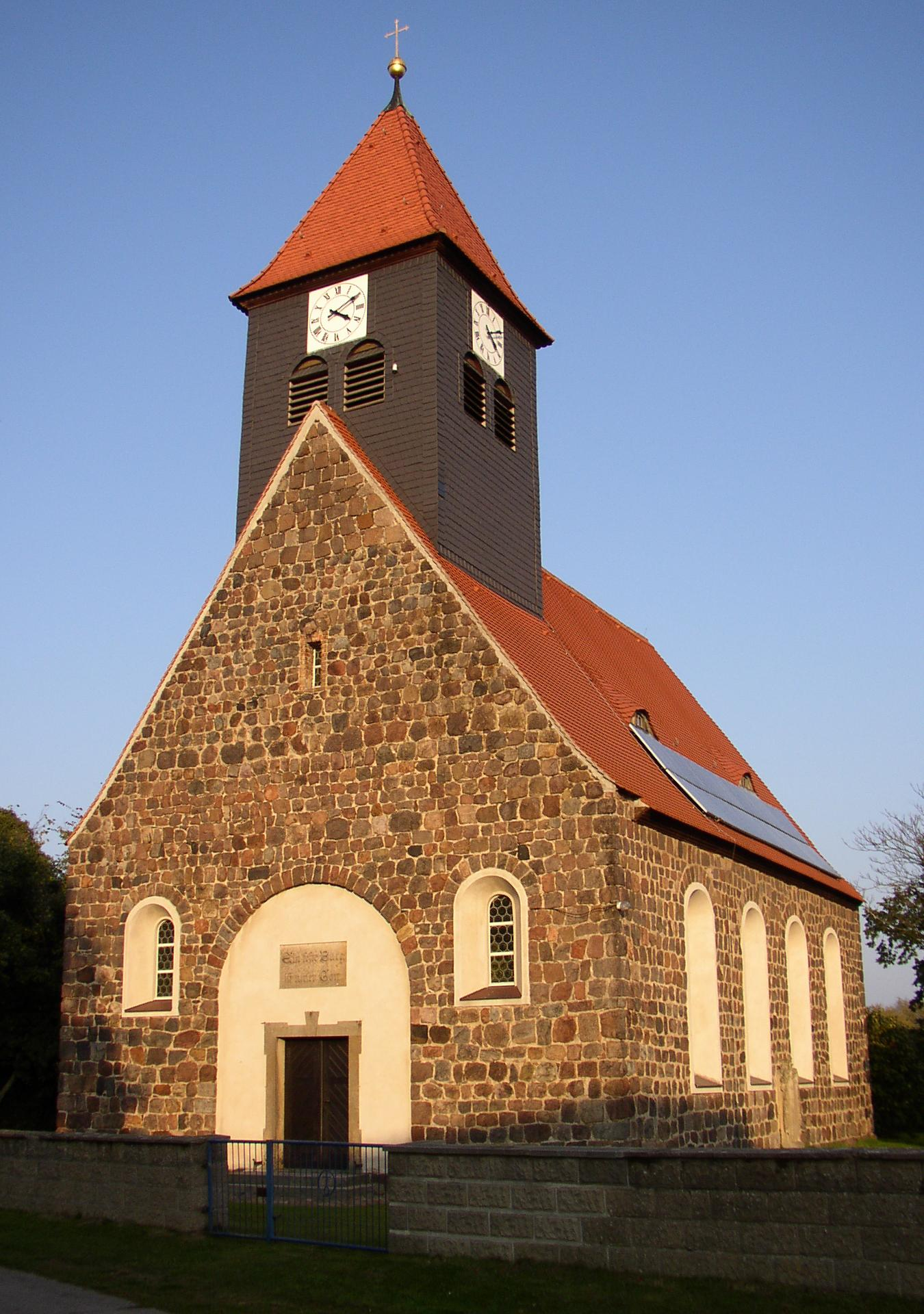
Dorfkirche

Die Dorfkirche wurde von 1911 bis 1912 erbaut. Dabei wurden Reste der mittelalterlichen Kirche wiederverwendet. Die Kirche ist der neuste Bau einer Kirche der Umgebung und ein Beispiel für den Stil der Heimatschutzbewegung.
Vor der Thomas-Müntzer-Schule in der Dorfstraße 22 befindet sich die Plastik Spielende Kinder. Die Bronzeplastik wurde im Jahre 1968 aufgestellt und steht unter Denkmalschutz.

## Naturdenkmale

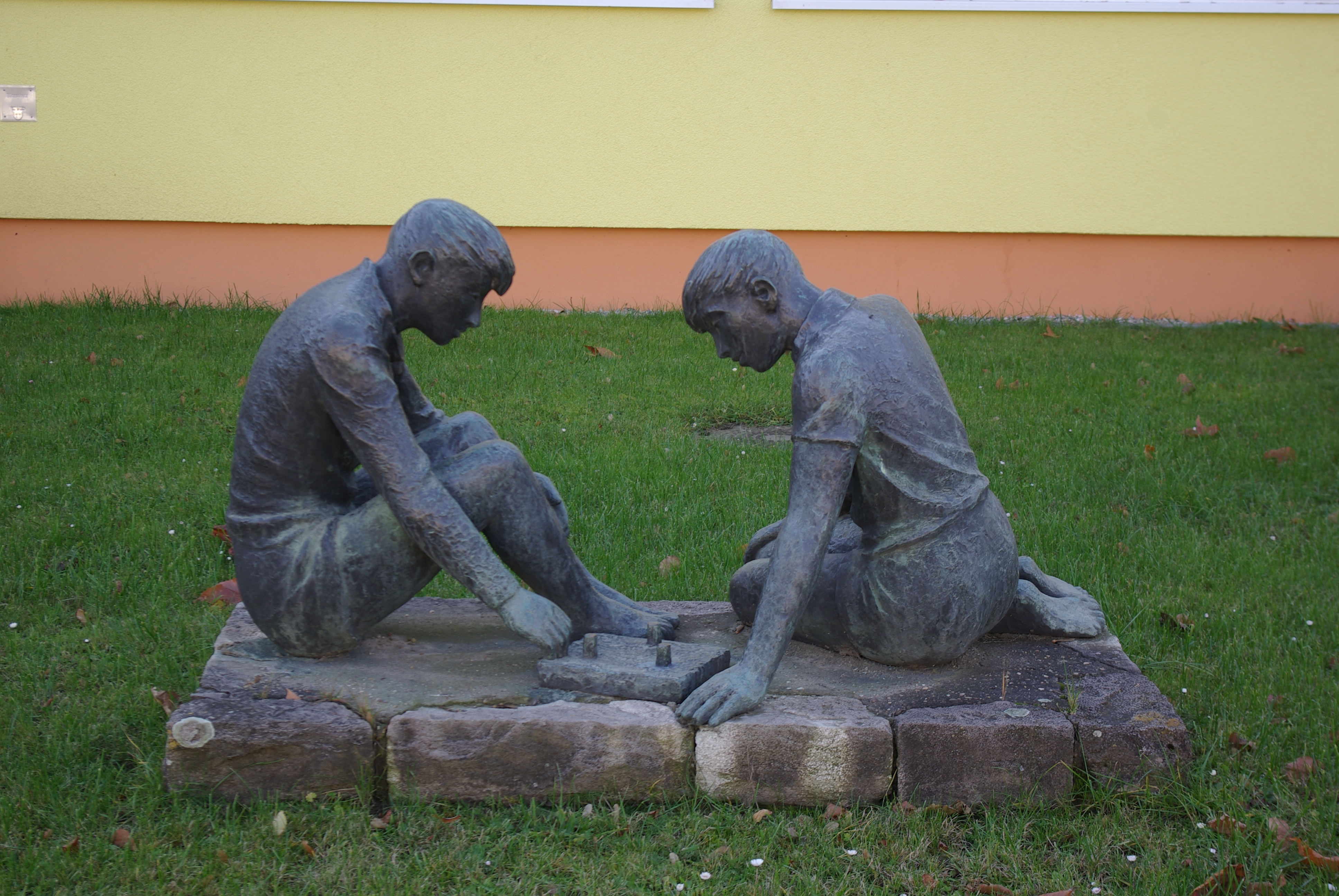
Bronzeplastik Spielende Kinder

Siehe Liste der Naturdenkmale in Blönsdorf